# DJK SV Borussia 07 Münster
Der Sportverein DJK Borussia 07 Münster e. V. ist ein im Jahr 1907 als Zusammenschluss sportbegeisterter Jungen aus den Pfarreien St. Antonius und St. Josef hervorgegangener Sportverein aus dem Geistviertel im Süden der westfälischen Stadt Münster. Er ist eingetragen in das Vereinsregister des Amtsgerichts Münster (VR 1542).

## Geschichte
Die Anfänge des Vereins reichen ins Jahr 1907 zurück, als sich sportbegeisterte Jugendliche aus den Pfarreien St. Antonius und St. Josef in Münster zusammenschlossen und erste Sportgemeinschaften gründeten. Der Verein bestand zunächst aus einer Turnabteilung, ehe sich die Mitglieder ab dem Jahr 1927 zusätzlich auch dem Fußballsport verschrieben. Unter dem Dach des DJK-Verbands entstand 1927 der Verein Borussia 07 durch den Zusammenschluss der Sportabteilungen „Jung-Siegfried“ und „Münster-Süd“. Bereits zu dieser Zeit waren Fußball, Feldhandball, Turnen und Leichtathletik vertreten.
1932 wurde mit erheblichen Eigenleistungen der Mitglieder auf dem Gelände einer ehemaligen Sandgrube zwischen Elsässer Straße und Hammer Straße ein neues Sportgelände geschaffen, das bis heute die Heimat des Vereins ist. Im Jahr 1933 löste das NS-Regime den DJK-Verband auf und verbot alle ihm angeschlossenen Vereine. Die Borussia 07 musste den Spielbetrieb einstellen und wurde erst am 9. Mai 1946 wieder als Verein ins Leben gerufen. Mit großem Einsatz der Mitglieder konnten die kriegszerstörten Sportanlagen wiederhergestellt und der Spielbetrieb aufgenommen werden.
1953 erhielt der Verein einen zweiten Sportplatz (heutiger Kunstrasenplatz), 1955 folgte die Einweihung des ersten Clubhauses. Im Jahr 1957, dem Jahr des 50-jährigen Jubiläums, stiegen die Fußballer erstmals in die Bezirksliga auf. Im gleichen Jahr wurde auch die Tischtennis-Abteilung gegründet.
In den folgenden Jahrzehnten entwickelte sich der Verein sowohl sportlich als auch infrastrukturell weiter. 1964 wurden erstmals Sportangebote für Frauen eingeführt, ab 1970 folgten Integrationsangebote für Gastarbeiter und neue Breitensportangebote wie Mutter-Kind-Turnen, Kinderturnen und Speckbrett. Die 1970er und 1980er Jahre waren von weiteren Ausbau- und Modernisierungsmaßnahmen geprägt. 1977 gründete sich die erste Frauenfußball-Mannschaft, die bis heute ein fester Bestandteil des Vereins ist.
Am 1. Juli 2006 erfolgte die Gründung einer Handball-Spielgemeinschaft gemeinsam mit dem Preußen Münster unter dem Namen HSG Preußen Borussia Münster.
Die 1990er Jahre brachten weitere Modernisierungen, etwa den Umbau und die Erweiterung des Clubheims sowie den Bau einer Beachvolleyball-Anlage. Sportlich erzielten sowohl die Fußball- als auch die Tischtennisabteilungen regionale und überregionale Erfolge. Die Tischtennisherren spielten zeitweise in der 2. Bundesliga und etablierten das internationale Münster-Mastership als regelmäßiges Turnier.
Ab den 2000er Jahren engagierte sich der Verein zunehmend in Integrationsprojekten. Für das Projekt „Vielfalt gewinnt: Viele Kulturen – ein Team“ erhielt der Verein den DFB-Integrationspreis 2009 (3. Platz) in der Kategorie Verein.
2013 konnte mit großem ehrenamtlichem Einsatz ein moderner Kunstrasenplatz errichtet und die Bouleanlage erweitert werden. 2017 feierte der Verein sein 110-jähriges Bestehen mit einem umfangreichen Jubiläumsprogramm.
Im Jahr 2019 wurde Borussia Münster für das Projekt „FUNino – Straßenfußball ohne Beton und Asphalt“ mit dem Bürgerstiftung-Jugendpreis der Bürgerstiftung Münster ausgezeichnet.
Im Tischtennis spielten sowohl die Herren (Saison 2005/06) als auch die Frauen (Saison 2013/14) der Borussia 07 bereits in der 2. Bundesliga.
Regelmäßig richtet der Verein zudem Spiele des Tischtennis-Bundesligisten Borussia Düsseldorf sowie den Tischtennis-Supercup in der Sporthalle Berg Fidel in Münster aus.
In den Folgejahren wurden weitere sportliche Erfolge erzielt, darunter mehrere Aufstiege der Fußballmannschaften in die Bezirksliga. Verdiente Mitglieder wie Irmi Venschott, Bernd Rathmann und Michael Schmitz wurden für ihr ehrenamtliches Engagement auf regionaler und nationaler Ebene ausgezeichnet.
Heute bietet Borussia Münster ein vielfältiges Sportangebot für alle Altersklassen und engagiert sich neben dem sportlichen Betrieb auch weiterhin in sozialen und integrativen Projekten.

## Abteilungen
Der Sportverein DJK Borussia 07 e. V. hat 1020 Mitglieder in den Abteilungen Fußball, Tischtennis, Handball, Badminton, Volleyball, Boule, Gymnastik, Aerobic, Seniorensport, Breitensport und Eltern-Kind-Turnen.

## Stadion
Seit 1932 befindet sich das Borussen-Stadion an der Grevingstraße und dient seither als Heimstätte der DJK Borussia 07 Münster. Die Errichtung der Sportstätte erfolgte durch umfangreiche Eigenleistungen der Vereinsmitglieder auf dem Gelände einer ehemaligen Müll- und Sandgrube zwischen der Elsässer Straße und der Hammer Straße.
Die Anlage umfasst einen Naturrasenplatz sowie ein Kunstrasenfeld mit Flutlicht. Das Kunstrasenfeld wurde im Sommer 2013 als Ersatz für den zuvor vorhandenen Ascheplatz errichtet.
Die Finanzierung des Umbaus erfolgte unter Beteiligung der Stadt Münster. Den erforderlichen Eigenanteil in Höhe von rund 30.000 Euro deckte der Verein unter anderem durch Spendenaktionen, wie den Verkauf von Parzellen eines virtuellen Spielfeldes sowie durch die Durchführung eines Sponsorenlaufs.

## Bekannte Sportler
Ein bekannter Sportler des Vereins ist der Fußballer Uwe Leifeld, der aus der Jugendabteilung der Borussia 07 zu Preußen Münster in die Oberliga und von dort zum VfL Bochum in die Fußball-Bundesliga wechselte. Mitglied des Vereins ist seit 1993 auch der in Münster geborene und einige Jahre in der Tischtennis-Abteilung aktive Geschäftsführer von Borussia Dortmund, Carsten Cramer.
Erfolgreich sind auch die japanischen Tischtennis-Spieler Seiya Kishikawa und Jun Mizutani, die in den Spielzeiten 2002/03 (Kishikawa) bzw. 2003/04 (Mizutani) für die Borussia 07 in der Regionalliga West an den Start gingen.
Spitzenspieler der in der Saison 2005/06 in der 2. Bundesliga-Nord aktiven Tischtennis-Mannschaft war der zweifache niederländische Landesmeister im Doppel Merijn de Bruin.
Auch der deutsche Tischtennis-Nationalspieler Horst Ilberg hat für die Borussia 07 gespielt. Prominente Spielerinnen bei den Damen waren die walisischen Landesmeisterinnen und Commonwealth-Games-Siegerinnen Megan und Angharad Phillips (Regionalliga in der Saison 2013/14), die neuseeländische Nationalspielerin Sarah Her-Lee mit Unterbrechungen von 2011 bis 2017 und die norwegische Nationalspielerin Marte Aasebo (in der Saison 2012/13).